# Cline systématique
Pour les articles homonymes, voir Cline.

Exemple de variation clinale de l'espèce Goéland autour de l'arctique : 1-Larus fuscus (Goéland brun) ; 2-Population sibérienne de Larus fuscus ; 3-Larus fuscus heuglini ou Larus heuglini ; 4-Larus argentatus birulai ; 5-Larus argentatus vegae ou Larus vegae (Goéland de la Véga) ; 6-Larus argentatus smithsonianus ou Larus smithsonianus (Goéland hudsonien) ; 7-Larus argentatus (Goéland argenté)

En systématique et en biologie évolutive, un cline est une variation spatiale graduelle entre deux groupes d'individus au sein d'une espèce, sous-espèce ou population. Cette variation peut être génotypique ou phénotypique (morphologique ou physiologique). Un cline est généralement le résultat d'un processus adaptatif des populations aux conditions locales de leur environnements ou d'une dérive génétique. Dans les deux cas il faut que ces processus soient plus forts que le flux de gènes au sein de l'espèce pour que le cline apparaisse et se maintienne. Cela arrive par exemple dans le cas d'une forte pression de sélection ou de la présence d'une barrière géographique (cours d'eau, bras de mer, relief continental...).
Les variétés de pinsons étudiés par Darwin aux Galápagos et les tortues géantes du même archipel sont deux exemples types du concept de cline.
La vingtaine de variétés de mésanges charbonnières d'Europe, considérées comme des sous-espèces, ont déjà été considérées comme étant un exemple de cline.
Une modification physiologique infime peut conduire à l'apparition d'un cline qui, dans une population donnée, va donner lieu au fil du temps à l'émergence d'un clade.
En génétique des populations, le terme "race" est rarement utilisé. Un changement progressif du phénotype d'une population d'une région étendue est un cline, qui reflète mieux les nombreuses différences des phénotypes humains.